# Enchiridion symbolorum, definitionum et declarationum de rebus fidei et morum
Enchiridion Symbolorum, definitionum et declarationum de rebus fidei et morum (łac. Podręcznik Symboli, definicji i deklaracji o sprawach wiary i moralności zwany również w skrócie Enchiridion Symbolorum, lub w zależności od wydania jako Denzinger, Denzinger-Schönmetzer (DS) lub Denzinger-Hünermann) jest zbiorem - rodzajem podręcznika - najważniejszych katolickich wyznań wiary oraz dokumentów Magisterium Kościoła dotyczących nauczania w sprawach wiary i moralności. Zawiera on orzeczenia od początku II w. do dziś. 
Pierwszy Enchiridion Symbolorum, zawierający 128 dokumentów został opublikowany przez niemieckiego teologa Heinricha Denzingera w roku 1854. 
Po wielu wznowieniach w roku 1963 ukazało się całkowicie nowo-opracowane 32. wydanie Denzingera, tzw. Denzinger-Schönmetzer (skrót. DS), którego współtwórcą był Jezuita Adolf Schönmetzer.
Polskim odpowiednikiem takiego zbioru jest Breviarium Fidei.